# Ferguson Rotich
Ferguson Cheruiyot Rotich (Kericho, 30 de novembro de 1989) é um atleta queniano, medalhista olímpico.
Relativamente atrasado no esporte, ele teve sua estreia em uma temporada em 2013 aos 23 anos. Nos Jogos Olímpicos de Verão de 2020, conquistou a medalha de prata na prova de 800 metros masculino com o tempo de 1:45.23.